# Fritz Schneikart
Fritz Schneikart (* 23. Mai 1905; † nach 1964) war ein deutscher Politiker (SED). Er war von 1946 bis 1950 Landtagsabgeordneter in Sachsen-Anhalt.

## Leben
Aufgrund des frühen Todes seines Vaters, der als Bergmann tödlich verunglückte, musste Fritz Schneikart schon als Jugendlicher ungelernt ebenfalls im Bergwerk arbeiten.
1921 nahm Schneikart an den Märzkämpfen in Mitteldeutschland teil und wurde entlassen, jedoch später wieder eingestellt. 1925 trat er der KPD bei. Während der NS-Diktatur betätigte er sich illegalerweise politisch.
Nach dem Zweiten Weltkrieg wurde Schneikart mit der Zwangsvereinigung von SPD und KPD zur SED SED-Mitglied. 1946 wurde er bei der Landtagswahl in Sachsen-Anhalt 1946 in den Landtag gewählt. Schneikart war auch kommunalpolitisch aktiv: Er gehörte dem Kreistag des Mansfelder Seekreises an und war gleichzeitig Vorsitzender der Gemeindevertreter in Amsdorf. Ab Januar 1951 war er im Kreis Eisleben hauptamtlicher Kreisrat. Ab 1955 war er Bürgermeister von Wansleben am See und ab 1959 dazu noch Bürgermeister von Amsdorf.
Sein Sohn Friedrich Schneikart war ab 1961 stellvertretender Vorsitzender der Bezirksparteikontrollkommission und ab 1973 Mitglied der Zentralen Parteikontrollkommission. Zwischen 1961 und 1964
stellte Fritz Schneikart seine Wohnung für konspirative Treffen von Angehörigen des Ministeriums für Staatssicherheit zur Verfügung; die Benutzung der Wohnung durch die Stasi endete jedoch, als Schneikart seine Mutter zu sich nahm.